# Sachatamia punctulata
Sachatamia punctulata es una especie de anfibio anuro de la familia de las ranas de cristal (Centrolenidae). Se distribuye por los departamentos de Tolima, Antioquia y Caldas (Colombia) en arroyos entre los 500 y los 930 m de altitud. Las principales amenazas a su conservación son la pérdida y fragmentación de su hábitat y la contaminación de las aguas.